# Cuộc nổi dậy Kościuszko
Cuộc nổi dậy Kościuszko (phát âm tiếng Ba Lan: [kɔɕˈt͡ɕuʂ.kɔ])  cũng gọi là cuộc nổi dậy Ba Lan 1794, chiến tranh Ba Lan thứ hai, chiến dịch Ba Lan 1794, và  cách mạng Ba Lan 1794, là một trong những cuộc nổi dậy nổi tiếng do Tadeusz Kościuszko, một thủ lĩnh huyền thoại của người Ba Lan lãnh đạo nhằm giải phóng Liên bang Ba Lan và Lietuva khỏi sự đàn áp của Đế quốc Nga và Phổ và Ba Lan trong bối cảnh Ba Lan càng ngày càng cận kề nguy cơ bị xóa sổ khỏi bản đồ vào năm 1794.

## Nguyên nhân
Kể từ thế kỷ XVIII, Ba Lan đã trở nên suy yếu theo thời gian do tình trạng bất ổn cũng như là sự tồn tại của liberum veto, một hình thức bỏ phiếu bởi quý tộc tại Sejm. Điều đó vô hình trung giúp các nhà nước hùng mạnh như Nga, Phổ, Áo tìm cách mua chuộc phiếu bầu cũng như hối lộ để đưa ra những chính sách có lợi cho mình, đặc biệt là Nga, và nó đã khiến Ba Lan suy yếu đáng kể.
Đã có những nỗ lực cải tổ để cứu nhà nước Ba Lan khỏi bị xóa sổ trên bản đồ từ thế kỷ XVII, nhưng tất cả đều thất bại bởi những áp lực của các cường quốc láng giềng. Đến thế kỷ XVIII, Ba Lan đã dần dần bị xóa sổ bởi các lần Phân chia Ba Lan, và khi lực lượng quân đội của Ba Lan suy giảm chỉ còn từ 15-20.000 người, các nước lân bang đều có điều kiện để nhảy vào xâu xé và chia cắt (Lục quân Đế quốc Nga có tới 300.000 quân khi can thiệp, Phổ và Áo có 200.000 quân). Trước những áp lực nghiêm trọng từ nguy cơ xâm lăng của các láng giềng, một loạt cơ hội đã tới, khi Nga và Áo phải đánh nhau với Đế quốc Ottoman và Thụy Điển. Ba Lan lập tức lập liên minh với Phổ dù không đáng tin cậy do Phổ cũng muốn chiếm Ba Lan, vào ngày 3 tháng 5 năm 1791, bản hiến pháp lâu đời thứ hai thế giới, Hiến pháp mùng 3 tháng 5, ra đời với ủng hộ của dân chúng đa số.
Sau khi Nga kết thúc với tư cách kẻ thắng trận, Nữ hoàng Ekaterina II của Nga coi bản hiến pháp là mối đe dọa với Nga. Nga từ thế kỷ XVII luôn coi Ba Lan là một tỉnh của Đế chế Nga, và đã nổi giận với điều này khi Alexander Bezborodko, một quan chức cao cấp của Nga, báo cáo về điều này với mối lo ngại rằng vua Ba Lan có thể thoát ảnh hưởng Nga. Phổ cũng phản đối dữ dội và sau đó hủy bỏ liên minh với Ba Lan, đồng thời ngoại trưởng Phổ là Friedrich Wilhelm von Schulenburg-Kehnert cũng thể hiện sự bất mãn rằng"Ba Lan đã từ bỏ coup de grâce", hàm ý rằng Ba Lan muốn đòi lại những mảnh đất Phổ lấy được từ lần phân chia đầu tiên.

### Phân chia Ba Lan lần hai
Franciszek Ksawery Branicki, Stanisław Szczęsny Potocki, Seweryn Rzewuski, Szymon và Józef Kossakowski, những người phản đối bản Hiến pháp liền kêu cứu người Nga để đòi lại tư gia mà họ được Nữ hoàng cho, dẫn đến sự ra đời của Liên đoàn Targowica. Được Nga hoàng hậu thuẫn, họ thành lập tại Sankt-Peterburg năm 1792, phản đối bản Hiến pháp và coi nó là sẽ khiến Ba Lan bất ổn như Pháp thời Hậu Bourbon. Họ khẳng định Sejm đã mất tính hợp pháp khi đưa Ba Lan gia nhập Cách mạng kiểu Pháp, và coi sự ủng hộ của Nga là cách duy nhất để dẹp bỏ cuộc Cách mạng này. Vào ngày 18 tháng 5 năm 1792, đại sứ Nga Yakov Bulgakov gửi thư cho Ngoại trưởng Ba Lan Joachim Chreptowicz và quân đội Nga liền kéo sang Ba Lan xâm lược, phát động chiến tranh Nga-Ba Lan. Cuộc chiến kết thúc với lợi thế lớn của Nga dù không bên nào có những chiến thắng quyết định, khi Vua Stanisław August Poniatowski kêu gọi giải quyết hòa bình vấn đề này. Bản thân Vua Poniatowski cũng chỉ mong nó sẽ chấm dứt xung đột hòa bình, nhưng ý tưởng đó đã tan vỡ khi nghị viện Sejm, giờ đây bị chi phối và mua chuộc bởi người Nga, lập nên Grodno Sejm năm 1793. Nghị viện do Nga dựng nên này tuyên bố bản Hiến pháp là vi hiến và cho phép Nga, Phổ và Áo cùng chia cắt nước này. Nga lấy nhiều nhất trong số đó và đã làm suy giảm dân số Ba Lan xuống còn 1/3 so với trước đây. Người Nga và Phổ gia tăng quân số và ngày càng siết chặt kiểm soát với người Ba Lan, trong khi với Liên đoàn Targowica thì đây là một cú sốc, bởi sở dĩ ý định đầu tiên là để bảo vệ tư gia hàng thế kỷ, nhưng giờ thì bị coi là phản quốc.
Người Ba Lan thì ngày một bất mãn, trong đó có Tadeusz Kościuszko và Józef Antoni Poniatowski, sau đó đều từ chức chỉ huy quân đội. Việc người Nga yêu cầu quân số Ba Lan phải bị cắt giảm tối đa càng khiến người Ba Lan thêm thù người Nga và là mầm mống cho cuộc nổi loạn chống Nga sau này. Ít lâu sau khi từ chức, Kościuszko đến Leipzig vào tháng 10 và cùng với một nhóm người Ba Lan, trong đó có những chính khách như Ignacy Potocki và Hugo Kołłątaj. Tất cả đều cùng chung quan điểm là nổi dậy chống Nga. Kołłątaj vốn dĩ khá nổi tiếng trong quần chúng Ba Lan, thì việc ông tham gia lại càng củng cố điều này. Tháng 8 năm 1793, Kościuszko quay lại Leipzig để kiểm tra khả năng cho một cuộc nổi dậy khả thi, song khi ông nhận ra sự khó khăn, thì ông phải tìm kiếm sự ủng hộ, bao gồm những sĩ quan khác và chuẩn bị sẵn sàng cho kế hoạch. Sau đó ông tạm hoãn và sang Ý, chờ đợi tháng 2 năm 1794 trở lại để bắt đầu nổi dậy chống giặc Nga, Phổ và Áo. Tuy nhiên, mọi thứ dần xấu đi khi các điệp viên Nga bắt sống một số thành viên nổi dậy, và Nga yêu cầu giải tán toàn bộ quân đội Ba Lan để sáp nhập vào lục quân Nga, cũng như bắt giữ các chính khách và quân nhân Ba Lan. Điều đấy buộc Kościuszko phải về sớm hơn kế hoạch vào ngày 15 tháng 3 năm 1794, ông tới Kraków.
Ba ngày trước khi Tadeusz về, tướng Antoni Madaliński, chỉ huy lực lượng kỵ binh Đại Ba Lan quyết định bất tuân lệnh người Nga và chuyển ra Krakow.:181 Quân Nga rời Krakow và quyết định sẽ đánh dẹp người nổi dậy Ba Lan, nhưng lại để hở cả thành phố và là mục tiêu cướp vũ khí mà Kościuszko nhắm tới.

## Nổi dậy

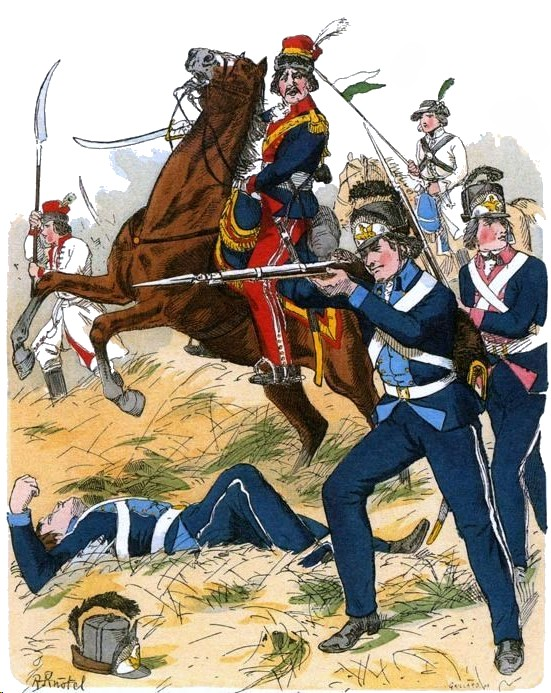
Lính Ba Lan trong cuộc nổi dậy

Vào ngày 24 tháng 3, Kościuszko tại quảng trường Kraków đã quyết định phát động nổi dậy chống Nga,:180–181 đồng thời kêu gọi mọi người Ba Lan đứng lên đánh đuổi quân xâm lược. Ông kêu gọi tổng động viên và cùng nhau trực tiếp tham chiến.

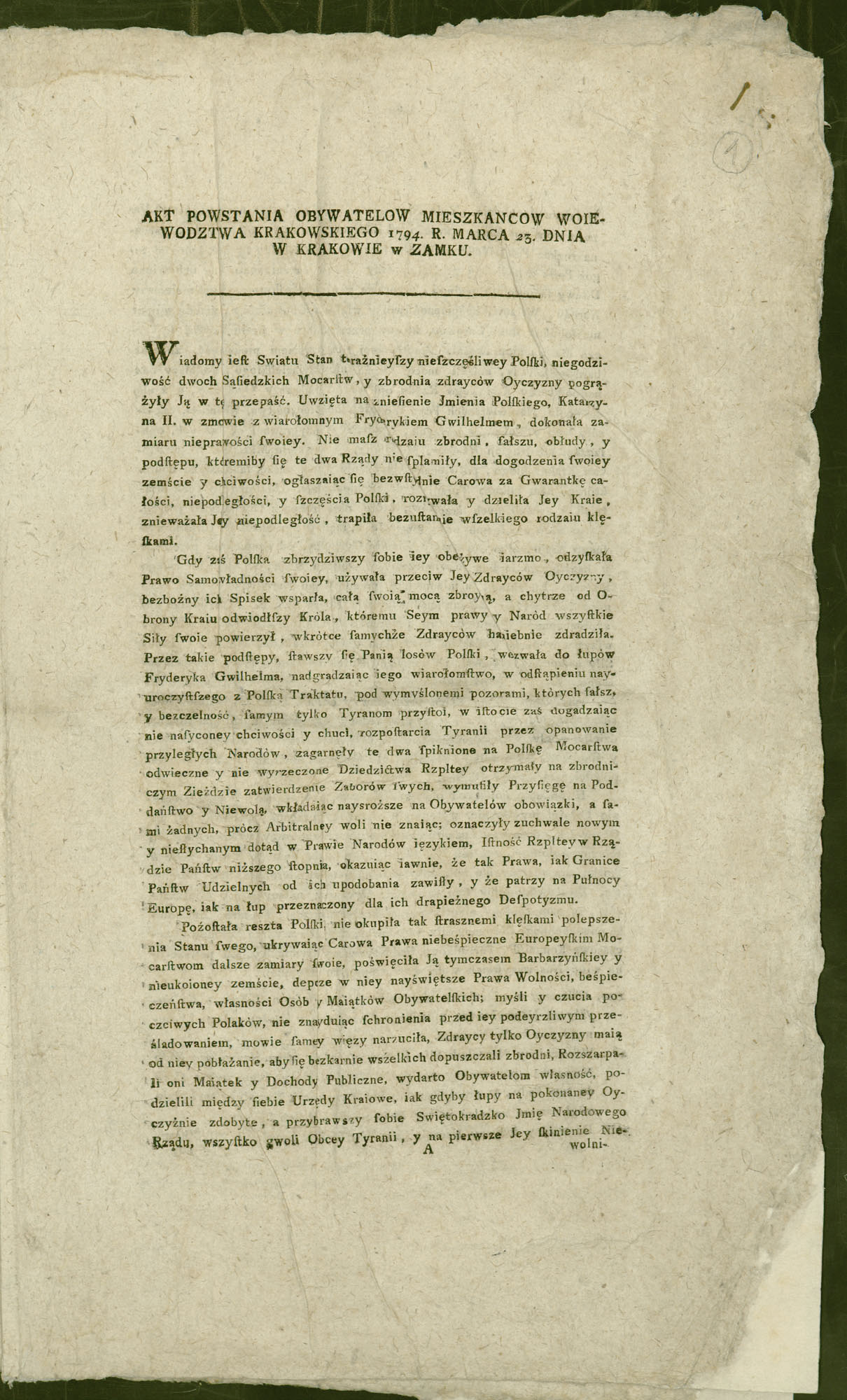
Tuyên bố khởi nghĩa Kościuszko, 24 tháng 3 năm 1794

Để chống lại, Ekaterina II yêu cầu Fyodor Denisov đánh dẹp,:184 nhưng cuối cùng thì bị người Ba Lan đánh bại vào 4 tháng 4 tại Racławice. Chiến thắng này có động lực tinh thần vô cùng lớn và thúc đẩy người dân Ba Lan vùng lên đánh đuổi giặc ngoại xâm khỏi Tổ quốc. Đến đầu tháng 4, các lực lượng Ba Lan ở Lublin và Volhynia đều cùng nhau gia nhập cuộc khởi nghĩa chống Nga. Người Nga sau đó vào 17 tháng 4 quyết định lùng bắt những người Ba Lan nghi ủng hộ phe nổi dậy, song nó lại dẫn đến nổi loạn. Nhờ có sự yếu kém của đại sứ và chỉ huy Nga Iosif Igelström và việc lính Nga lúc đó đều đi cầu nguyện không mang vũ khí vào Chủ nhật, người nổi dậy Ba Lan đã đánh bật quân Nga khỏi thành phố, tiêu diệt từ 2.500-4.000 lính Nga trong tổng số 5.000 quân đồn trú.:188 Việc lính Nga bị tàn sát tại đó cũng như các cuộc nổi dậy ở khắp Ba Lan đã làm nổi giận Nga hoàng và người Nga về sau sẽ trả thù vô cùng đẫm máu tại Trận Praga.
Vào 7 tháng 5 năm 1794, Kościuszko đọc Tuyên bố Połaniec bãi bỏ chế độ nông nô tại Ba Lan, khiến người nông nô Ba Lan lần đầu tiên được coi là công dân Ba Lan. Tuyên bố này có khích lệ rất lên làm tăng nhuệ khí người Ba Lan kháng chiến chống Nga xâm lược.

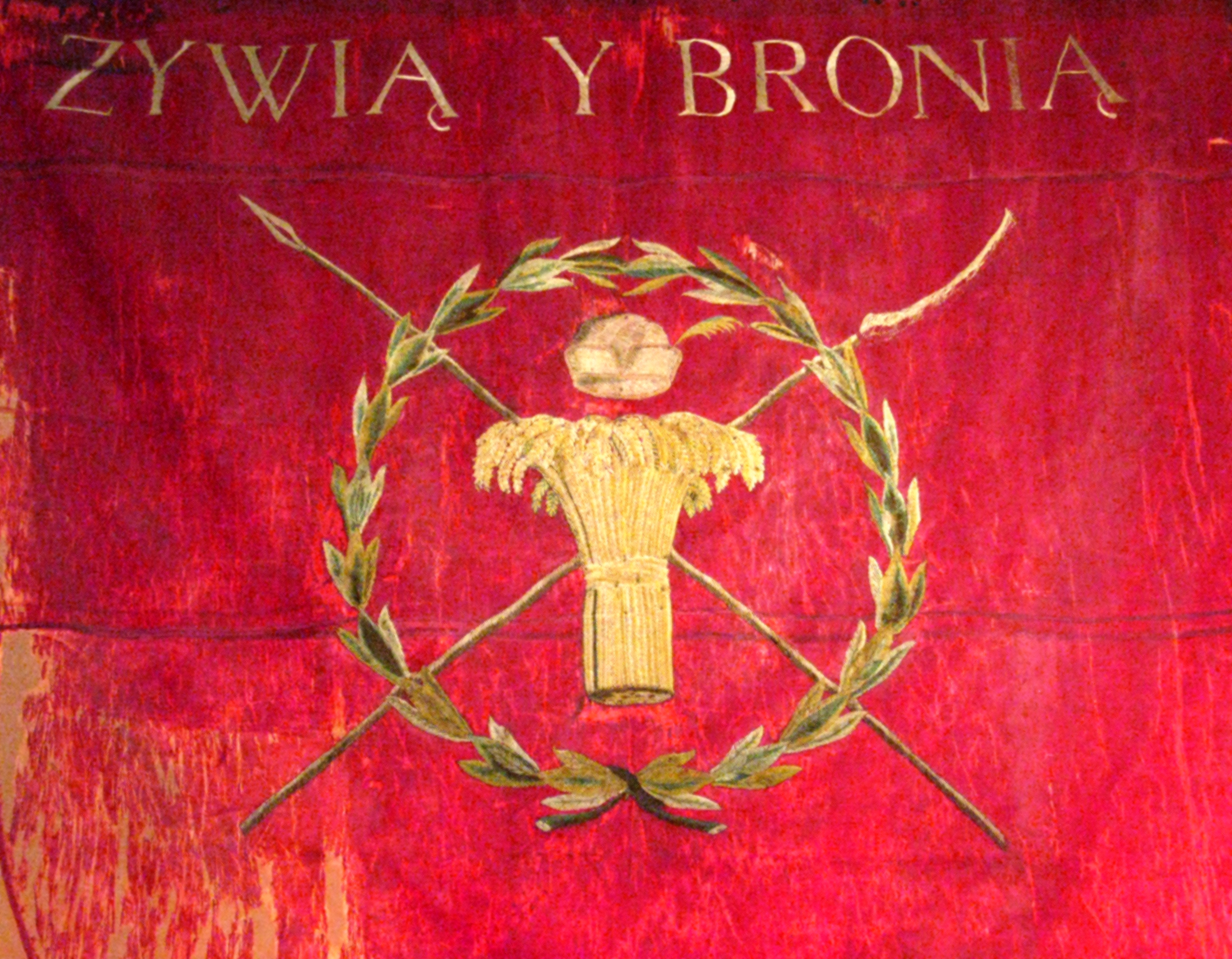
Cở của những người lính nông dân Kraków với dòng chữ"Họ cho và bảo vệ"

Tuy nhiên, điều này chỉ làm giận dữ các nước phân chia hơn. Vào ngày 10 tháng 5, người Phổ tiến vào Ba Lan cùng với 9.000 lính Nga ở phía đông, đánh bại Tadeusz tại Szczekociny. Đến tháng 6, tướng Józef Zajączek thua trận tại Chełm, và khởi màn cho cuộc bao vây Warsaw với sự phối hợp của cả lính Nga và Phổ tại đó. Tuy nhiên, quân Nga với 41.000 quân và Phổ với 25.000 quân bị đánh bại bởi một cuộc nổi dậy ở khu Đại Ba Lan vào 20 tháng 8, và phải rút vào 6 tháng 9.:200

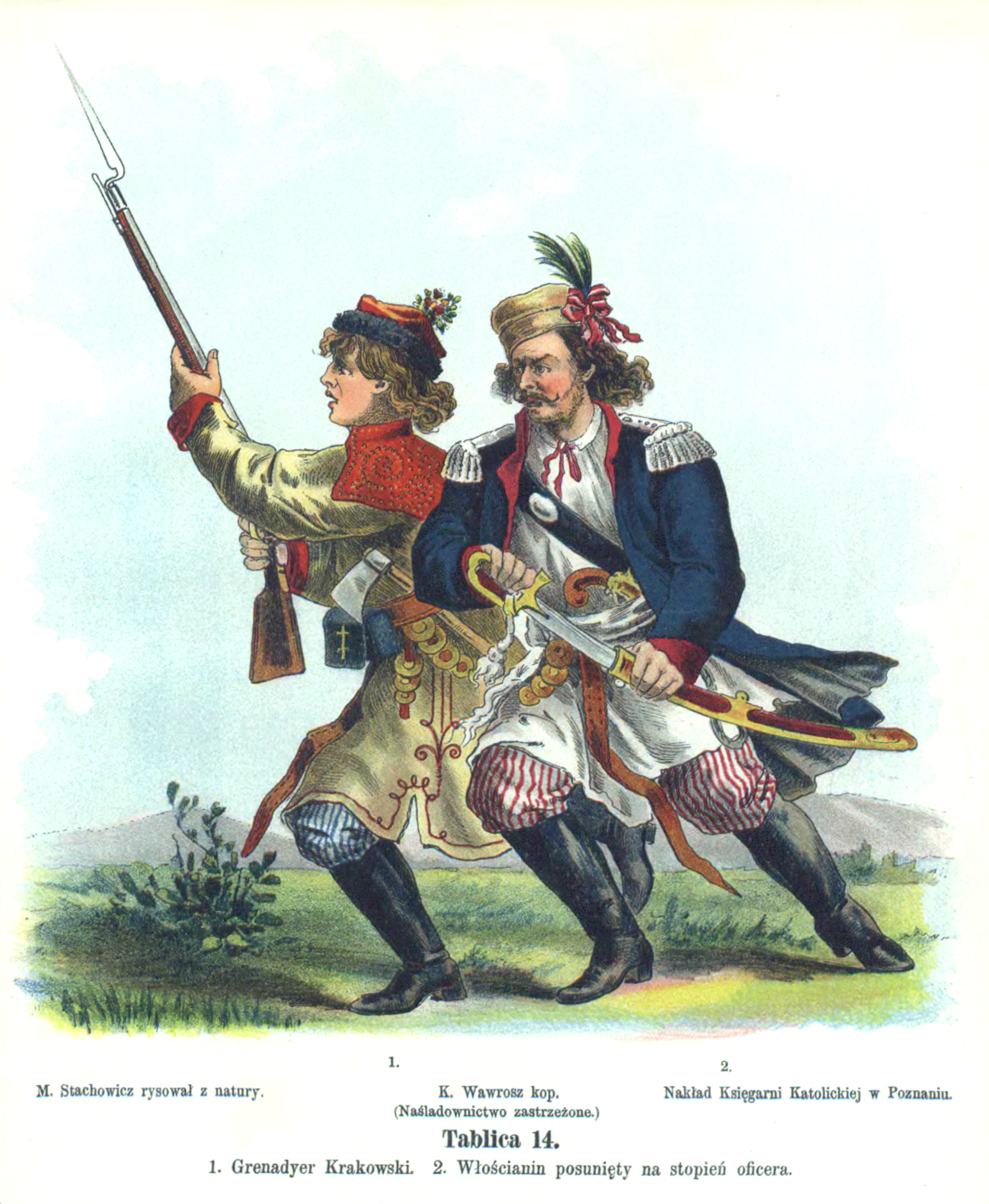
Lính phóng lựu nông nô Ba Lan, Kraków 1794

Dẫu người Nga đã đè bẹp quân khởi nghĩa tại Litva, Jan Henryk Dąbrowski vẫn cứu được cuộc nổi dậy. Người Ba Lan tiếp tục kháng chiến và Jan giúp chiếm được Bydgoszcz và Pomerania vào tháng 10. Tuy nhiên người Phổ cũng không để yên, và sớm quay lại sau khi Jan buộc phải rút vì vấn đề tình báo.
Thấy tình thế cấp bách, Nga liền cử tướng Aleksandr Vasilyevich Suvorov để nhằm đè bẹp cuộc nổi dậy, gia nhập với quân của Fersen.:204 Suvorov liền chứng tỏ bản lĩnh khi đánh bại người Ba Lan ở Krupczyce và Terespol, và nhắm tới Warsaw. Kościuszko cố ngăn người Nga xâm lấn và đánh trả quân của tướng Fersen tại Maciejowice nhưng bị thua và bắt sống, áp giải về Sankt-Petersburg.:209
Tân chỉ huy Tomasz Wawrzecki không thể kiểm soát nổi tình trạng phân bua quyền lực bên trong nội bộ trong khi tướng Józef Zajączek lại có chia rẽ với phái Jacobins và cực hữu. Người Nga liền khởi màn và đánh tại Trận Praga vào 4 tháng 11. Sau bốn tiếng, 22.000 quân Nga tràn vào và tàn sát khoảng 20.000 người Ba Lan, không kể dân thường hay binh lính, trẻ nhỏ.:195 Zajączek chạy thoát.:195 Ngày 16 tháng 11, Wawrzecki ra hàng và chính thức kết thúc cuộc nổi dậy hào hùng nhưng đầy bi kịch của người Ba Lan.

## Hệ quả
Cuộc nổi dậy thất bại đã khiến Ba Lan bị xóa khỏi bản đồ một năm sau đó, khiến cho người dân nước này vong quốc trong suốt 123 năm kế tiếp. Nhưng nó cũng là nguồn động lực cho cuộc khởi nghĩa ở Trung Âu sau này chống lại sự cai trị của Áo và Thổ. Về sau, Napoleon đã giúp nhen nhóm hy vọng phục quốc Ba Lan, mặc dù nó cũng chấm dứt khi Napoleon bại trận.
Gần như sau khi Ba Lan bị xóa sổ, Kościuszko phải lưu vong tại Hoa Kỳ và sống toàn bộ phần đời còn lại ở đấy trước khi về Thụy Sĩ, nơi ông qua đời. Ba Lan rơi vào bi kịch bởi các chiến dịch đàn áp và khủng bố khốc liệt của ba nước, đặc biệt là Nga và Phổ. Giáo dục ở đấy chịu phải áp lực từ chính sách Nga hóa và Đức hóa của Nga và Phổ. Platon Zubov nổi tiếng được coi như là bạo chúa với nông nô Ba Lan, những người trung thành với quan điểm tự do của ông khi đã giết không ít người nông dân Ba Lan. Người ủng hộ nổi dậy cũng đều bị tước bỏ tước hiệu trong khi người Nga dần được điều tới để đồng hóa và cưỡng ép người Ba Lan.
Việc lập trường và giáo dục bị sao nhãng là một phần trong chính sách khủng bố của Nga và Phổ, đặc biệt là Nga. Lập đại học gần như bị ngăn cấm và người dân phải chịu áp lực từ cưỡng ép đồng hóa dân tộc. Tuy vậy nó cũng là một cơ hội để người Ba Lan phát triển văn học và tư tưởng khai sáng của riêng mình chống lại sự cai trị bạo chúa của người Nga và Phổ.
Về mặt dân tộc, người Nga tiến hành tòng quân cưỡng bức và lâu dài, ảnh hưởng lớn tới xã hội Ba Lan sau này.